# Oud Beersel
Az Oud Beersel sörfőzde Belgiumban, a Flamand-Brabant tartományban található Beersel városában működik, híres a helyben főzött lambic söréről.

## Története
Az Oud Beersel kézműves sörfőzde, 1882-ben alapította Beersel városában Henri Vandervelden. A sörfőzde vezetését halála után fia, Louis, majd unokája Henri vette át, majd 1991-től Henri unokatestvére, Danny Draps.
A sörfőzde egészen 2002-ig a Vandervelden család tulajdonában maradt, amikor pénzügyi nehézségek miatt az üzem beszüntette tevékenységét. 2005-ben azonban az üzemet két vállalkozó (Gert Christiaens és Roland De Bus) újraindította, akik feltámasztották a korábban itt készített Oud Beersel kriek és geuze söröket.
A pénzügyi gondok elkerülése érdekében a sörfőzde nem csak lambic söröket gyárt, hanem a Bersalis nevű sörfajtát is (amit tulajdonképpen a Huyghe Brewery állít elő Melle városában).

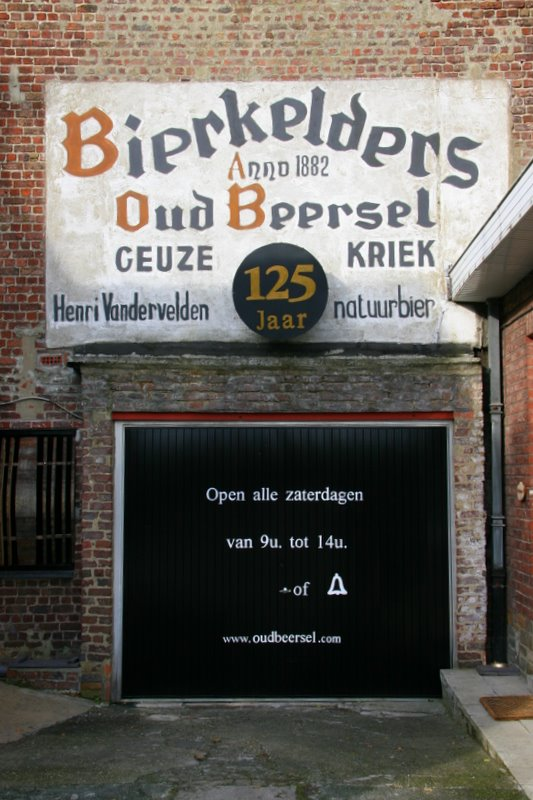
A sörfőzde bejárata
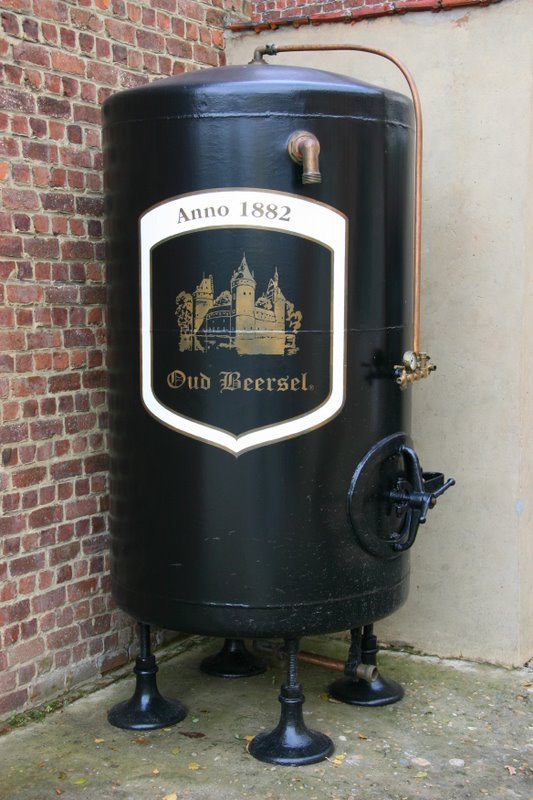
Az egyik öreg főzőtartály a bejárat mellett
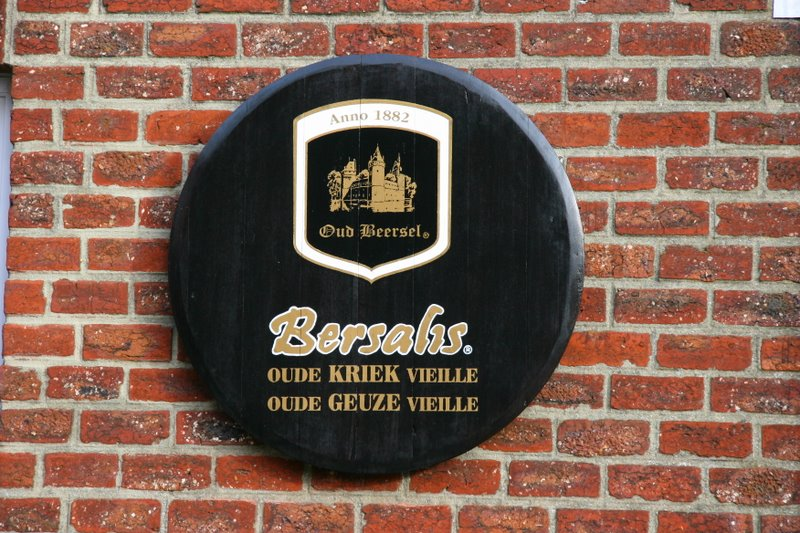
A Beersalis sörök címere

## Sörei

### Bersalis
Világos, tripel típusú sör. A sörhöz használt búzamalátának köszönhetően megvan benne a búzasörök jellegzetes íze, a fűszeres-kesernyés íz átvált édesbe. A nyelven fűszeres utóízt hagy.
- Összetevői: árpa és búzamaláta, komló, fűszerek, sörélesztő
- Alkoholtartalom: 9,5 vol%
- Szín: aranyos sárga
- Illat: fűszeres, citrom és maláta

### Old Geuze
Tradicionális Geuze típusú sör, gyümölcsös illattal és komlós utóízzel. Az Oud Beersel Old Gueuze különlegessége még, hogy nem egy évjáratban főzött Lambic sörökből készül. Az egyéves Lambic sörök még tartalmaznak annyi cukrot, hogy képesek újraerjedni. A két és hároméves Lambic sörök ezért sokkal erősebb ízűek. Ez a három összetevő adja az Old Geuze sör alapját, amelyeket a sörfőző egyedi ízük alapján adagol a végső termékbe.
- Összetevői: víz, búza, árpamaláta, komló
- Alkoholtartalom: 6 vol%
- Szín: borostyánsárga
- Illat: malátás, a spontán erjedéssel készülő lambic sörökre jellemző
- Íze: kesernyés-savanyú, a lambic sörökre jellemző gyümölcsös, összetett utóízzel

A sör 2007-ben elnyerte a világ legjobb söre címet a WBA World Beer Awards versenyen, a lambic kategóriában.

### Old Kriek
Az Oud Beersel Oude Kriek sör igazi kézzel készült sör, a spontán erjedéssel készült Lambic sör alaphoz adják hozzá a cseresznyét, amely cukortartalmánál fogva beindít egy másodlagos erjedési folyamatot. A cseresznyék hozzáadása után a sör lassan átveszi a jellegzetes gyümölcsös ízt és a rubinvörös színt. Az Oude Kriek egyedülálló tulajdonsága, hogy kategóriájában egyedül literenként 400 gramm cseresznye hozzáadásával készül, és nem tartalmaz hozzáadott cukrot, ízesítő vagy színezőanyagot és tartósítószert.
- Összetevői: víz, búza, árpamaláta, komló, 400 g/l cseresznye
- Alkoholtartalom: 6,5 vol%
- Szín: rubinvörös
- Illat: savanyú cseresznye és mandula
- Íze: pezsgőre jellemző savanykásság, erőteljesen gyümölcsös íz, a nyelv hegyén mandulás ízzel. A cseresznye hozzáadásával beinduló spontán erjedés összesimítja a cseresznyére és a lambic sörökre jellemző ízjegyeket.

## Külső hivatkozások
- A sörfőzde hivatalos weblapja